# Chinoscopus gracilis
Chinoscopus gracilis là một loài nhện trong họ Salticidae.
Loài này thuộc chi Chinoscopus. Chinoscopus gracilis được Władysław Taczanowski miêu tả năm 1872.